# Walerian Holak
Walerian Holak (ur. 9 grudnia 1881 w Daszkach, zm. 13 maja 1948 w Wilejce) – ksiądz, proboszcz i dziekan oszmiański.

## Biogram
Absolwent Seminarium Duchownego w Wilnie. W 1905 w katedrze wileńskiej otrzymał święcenia kapłańskie z rąk biskupa Edwarda von Roppa. Jego pierwsze miejsce pracy wypadło w Świrze w parafii św. Mikołaja Biskupa, gdzie pracował jako wikary. Już w dwa lata później mianowano go proboszczem nowej parafii Koszedary, gdzie w tym samym roku zbudował drewnianą kaplicę wyrabiając sobie tym samym opinię dobrego gospodarza. Potwierdził ją w 1908, gdy wystarał się o projekt nowego kościoła i zaczął jego budowę.
W 1909 został przeniesiony do Wielkich Świranek na stanowisko proboszcza parafii św. Jerzego Męczennika, gdzie urzędował do 1920. Wtedy to przeniesiono go z powrotem do Świra do parafii św. Mikołaja Biskupa, ale przyjął tam już urząd proboszcza i dziekana łącznie. W Świrze przebywał do 1928, kiedy to powierzono mu funkcję proboszcza parafii św. Michała Archanioła w Oszmianie i dziekana oszmiańskiego. Oba te stanowiska pełnił już do końca życia. W Oszmianie ks. Holak, obchodził też bardzo uroczyście swój jubileusz 25-lecia kapłaństwa, który przypadł na 5-6 czerwca 1930.
Po zakończeniu II wojny światowej Oszmiana znalazła się w granicach Związku Radzieckiego. Zaczęły się represje i aresztowania duchownych. Ks. Holak, miał świadomość grożącego mu niebezpieczeństwa. Był również ostrzegany o możliwym aresztowaniu. W 1947 NKWD zaczęło prowadzić postępowanie przeciwko księdzu. Rozkaz aresztowania wystawiono 21 kwietnia 1948 w Mołodecznie. Tuż przed mającym nastąpić aresztowaniem ks. Holak został ostrzeżony o grożącym mu niebezpieczeństwie. Zaproponowano mu pomoc w ucieczce, jednak nie zamierzał opuszczać parafii. 23 kwietnia urządził – jak co roku – odpust św. Jerzego Męczennika, który zgromadził tłum ludzi. Dzień odpustu był ostatnim dniem, kiedy w kościele sprawowano mszę świętą. Aresztowanie nastąpiło nazajutrz 24 kwietnia wczesnym rankiem pod zarzutem antysowieckiej i nacjonalistycznej działalności. Zatrzymania dokonało czterech agentów UMGB obwodu Mołodeczno. Jeszcze tego samego dnia dziekan został przesłuchany w Wilejce. Po czym został osadzony w tutejszym wewnętrznym więzieniu UMGB, gdzie schorowany i zadręczony przez sowietów zmarł w nocy 13 maja 1948.

## Ordery i odznaczenia
- Złoty Krzyż Zasługi (8 sierpnia 1927)[1]